# Ніобієві руди
Ніобієві руди (рос. ниобиевые руды, англ. niobium (niobic) ores, нім. Nioberze n pl) — природні мінеральні утворення, що містять ніобій в таких сполуках і концентраціях, при яких їх промислове використання технічно можливе і економічно доцільне. Ніобієві руди, які мають промислове значення, повинні містити більше 0,15-0,20 % Nb2O5. Відомі найбільш багаті ніобієві руди містять до 1-4 % Nb2O5..

## Загальна характеристика
Відомо понад 50 мінералів, що містять Nb і Та (без численних різновидів). Головні рудні мінерали ніобію: пірохлор (40-80 % Nb2О5), колумбіт (50- 78 % Nb2О5) і лопарит (7-20 % Nb2О5). Важливими рудними мінералами є група колумбіту-танталіту (Fe, Mn) (Nb, Ta)2O5 (75–86 % Nb2О5 + Та2О5), воджиніт (Mn, Fe) (Та, Sn)2О6 (70 % Та2О5), група пірохлору-мікроліту (Са, Na)2(Nb, Ta)2O6 (ОН, F) (30–70 % Nb2О5 + Та2О5), яка включає численні різновиди (урано-танталовий пірохлор-гатчетоліт, рідкісноземельно-танталовий пірохлор-мариньякіт, плюмбо-пірохлор та ін.), лопарит (TRCe, Na, Ca)(Ti, Nb, Ta)O3 (8-20 % Nb2О5 + Та2О5), фергусоніт YNbO4–броцаніт CeNbO4 (38–58 % Nb2О5) та ін.
У ніобієвих рудах часто містяться домішки танталу. Мінерали групи колумбіту, фергусоніт, лопарит стійкі в зоні гіпергенезу і нагромаджуються в розсипах. В залежності від генетичного типу руди містять також мінерали флуору, цирконію, стронцію, рідкісних земель, урану, торію, літію, берилію та ін.
Всі ендогенні родовища пов'язані з лужними і сублужними породами. Основними промисловими типами родовищ є: пірохлорові карбонатити, лопаритові нефелінові сієніти, колумбіт-пірохлорові лужні граніти і граносієніти, пірохлорові альбітити.
Екзогенні родовища ніобієвих руд представлені корами вивітрювання на карбонатитах і колумбітових гранітах, а також алювіальними, делювіально-елювіальними, озерними і флювіогляціальними розсипами колумбіту, пірохлору, лопариту.
Головні добувні країни: Бразилія, Канада, ДР Конго, Нігерія, Австралія. Унікальним родовищем ніобію є карбонатити Боррейро-де-Араша в Бразилії, що містять до 4 % Nb2O5.
В Україні руди ніобію і спорідненого з ним танталу не видобувають. Промислові концентрації виявлені в рудах комплексних родовищ центральної, південно-східної та північно-західної частин Українського щита. Державним балансом запасів корисних копалин України запаси п'ятиоксиду танталу та ніобію враховуються по розсипному циркон-рутил-ільменітовому Малишевському (Дніпропетровська обл.) та корінному апатит-рідкіснометалічному Новополтавському (Запорізька обл.) родовищах.

## Класифікація родовищ ніобієвих руд

### Градація родовищ за запасами
Великими вважаються родовища ніобієвих руд із запасами понад 500 тис. т Nb2O5, дрібними — із запасами менше 100 тис. Багаті родовища містять понад 0,4–0,5 % Nb2O5, бідні — 0,1-0,15 % Nb2O5. Всі родовища поділяють на власне ніобієві (Nb: Та>20:1), тантало-ніобієві (Nb: Та від 20:1 до 5:1) і танталові (Nb: Та від 5:1 до 1:3).

### Різновиди за походженням і складом
До промислових типів ніобієвих і танталових родовищ належать: магматичні, пегматитові, альбітитові, полевошпатових метасоматитів, карбонатитові, вивітрювання і розсипні.
До магматичних родовищ належать лопаритоносні стратифіковані масиви агпаїтових нефелінових сієнітів, пов'язані з тектоно-магматичною активізацією древніх щитів і представлені округлими в плані масивами центрального типу, що мають у вертикальному розрізі лійкоподібну форму. Лопарит — комплексна сировина, з нього добувають Та, Nb, TR, Ce, Ti. Рудні концентрати містять 0,5-0,6 % Та2О5 при співвідношенні Nb2O5:Та2О5 = 13:1-14:1.
Альбітитові родовища виникають в складчастих областях на посторогенних етапах їх розвитку і пов'язані з багатофазними гранітними комплексами. Кінцеві заключні їх фази локалізуються у вузлах сполучення тектонічних зон і зустрічаються у вигляді невеликих (до 1 км²) штоків, куполів, що формуються на глибинах 1-2,5 км.
Родовища полевошпатових метасоматитів локалізуються в зонах активізації і пов'язані з регіональними розломами, що проходять в межах фундаменту платформ, або в областях завершеної складчастості. Родовища представлені довгастими покладами, що не мають чітких геологічних контурів, з вкрапленими і прожилково-вкрапленими рудами. Основний рудний мінерал — пірохлор, збагачений TR, що містить 4-6 % Ta2O5 при співвідношенні Nb: Та 10:1-12:1. Вміст Nb2O5 від 0,15-0,2 до 0,6 %, ZrO2 — від 1 до 2 %. Геохімічно відрізняються підвищеними вмістами F, Zr, Nb>Ta, TRCe, TRY, Th, U, Mo іноді Li, Sn, Be.
Карбонатити і їх кори вивітрювання є важливим джерелом отримання ніобію. Всі карбонатитові родовища розташовуються на платформах, древніх щитах і приурочені до глибинних розломів. Карбонатити часто супроводжуються своєрідними апатит-форстерит-магнетитовими породами з кальцитом, які описані під назвами фоскорити, камафорити, нельсоніти. У одних з них різко переважає магнетит і вони стають залізняком (Ковдорський масив, Росія), в інших — апатит (Палабор, ПАР), але в них постійно у вигляді акцесорних мінералів зустрічається баделеїт, рідше гатчетоліт, пірохлор, циркеліт, а також халькопірит. На тлі бідного вмісту Nb2O5 (0,1-0,15 % на масу карбонатиту) виділяються окремі зони і ділянки із вмістом 0,3-0,7 % Nb2O5 і більше. Так середній вміст для руд родовища Ніобек (Сант-Оноре) в Канаді 0,6-0,7 %.
Сучасні площові кори вивітрювання, збагачені колумбітом, виникають в країнах, розташованих в тропіках, де широко розвинені колумбітоносні граніти. Такі молоді лужні граніти плато Джос в Нігерії. Приблизно 65 % колумбіту добувається з вивітрених гранітів і 35 % з розсипів. Істотне значення мають також площові і особливо лінійні кори вивітрювання на карбонатитах, в яких міститься до 10-15 % Р2О5 і до 1-4 % Nb2O5. Глибина поширення лінійних кір, приурочених до тектонічних зон, нерідко досягає 100 м.

## Основні промислові типи родовищ ніобієвих руд
- -	пірохлорові карбонатити, що містять 0,2-1,0 % Nb2O5 (Бразилія, Канада);
- -	 лопаритові луяврити (Росія);
- -	колумбіт-пірохлорові граніти та граносієніти, що містять більше 0,2 % Nb2O5 (Нігерія);
- -	пірохлорові альбітити, що містять 0,1-0,2 % Nb2O5 (Канада, Конго).